# La mujer que vivió
La mujer que vivió (The Woman Who Lived) es el título del sexto episodio de la novena temporada moderna de la serie británica de ciencia ficción Doctor Who, emitido originalmente el 24 de octubre de 2015. Es la segunda parte de una historia en dos episodios que comenzó con La chica que murió.

## Argumento
Mientras Clara está ocupada con una clase, el Duodécimo Doctor viaja en solitario hasta la Inglaterra del siglo XVII siguiendo el rastro de un artefacto alienígena. Allí se encuentra con Ashidr, la muchacha a la que salvó en la época de los vikingos y que por el dispositivo que el Doctor le instaló para revivirla se ha convertido en inmortal. Respondiendo ahora simplemente al nombre de "Me" ("Yo"), se ha convertido en una ladrona de guante blanco a la que llaman "la Pesadilla". Ashildr, a la que el paso de los siglos y la multitud de pérdidas de seres queridos que ha sufrido han vuelto fría y distante, le pide al Doctor que la lleve con ella como su acompañante, pero el Doctor se niega, por lo que recurre a un plan B para escapar de ese mundo de dolor que la atenaza y que tendrá graves consecuencias.

### Continuidad
El Doctor menciona que el Gran Incendio de Londres que está a punto de suceder fue provocado por un Terileptil, evocando los eventos del serial del Quinto Doctor The Visitation (1982).
El Doctor menciona a Ashildr que puede que en el futuro se cruce con Jack Harkness, que es inmortal como ella. La aversión del Doctor hacia los inmortales es también una referencia al propio Harkness, pues el Doctor la confesó en una conversación con él en Utopía (2007).